# 통킹만 결의

통킹만 결의

통킹만 결의(Gulf of Tonkin Resolution)는 1964년 8월 7일 미국 의회가 통과시킨 양원 합동 결의 사항 (joint resolution)이다.

## 개요
1964년 8월 2일과 4일, 베트남 통킹만에서 초계 중이던 미 구축함 두 척이 북베트남 해군에 의해 공격 받았다는 통킹만 사건이 일어났다. 이를 계기로 8월 7일 미국 하원은 북베트남에 대한 사실상의 선전포고인 '통킹만 결의'를 416대 0으로 지지하였다. 상원은 이 결의안을 통과시켰다.